# Christian Jensen (Altphilologe)

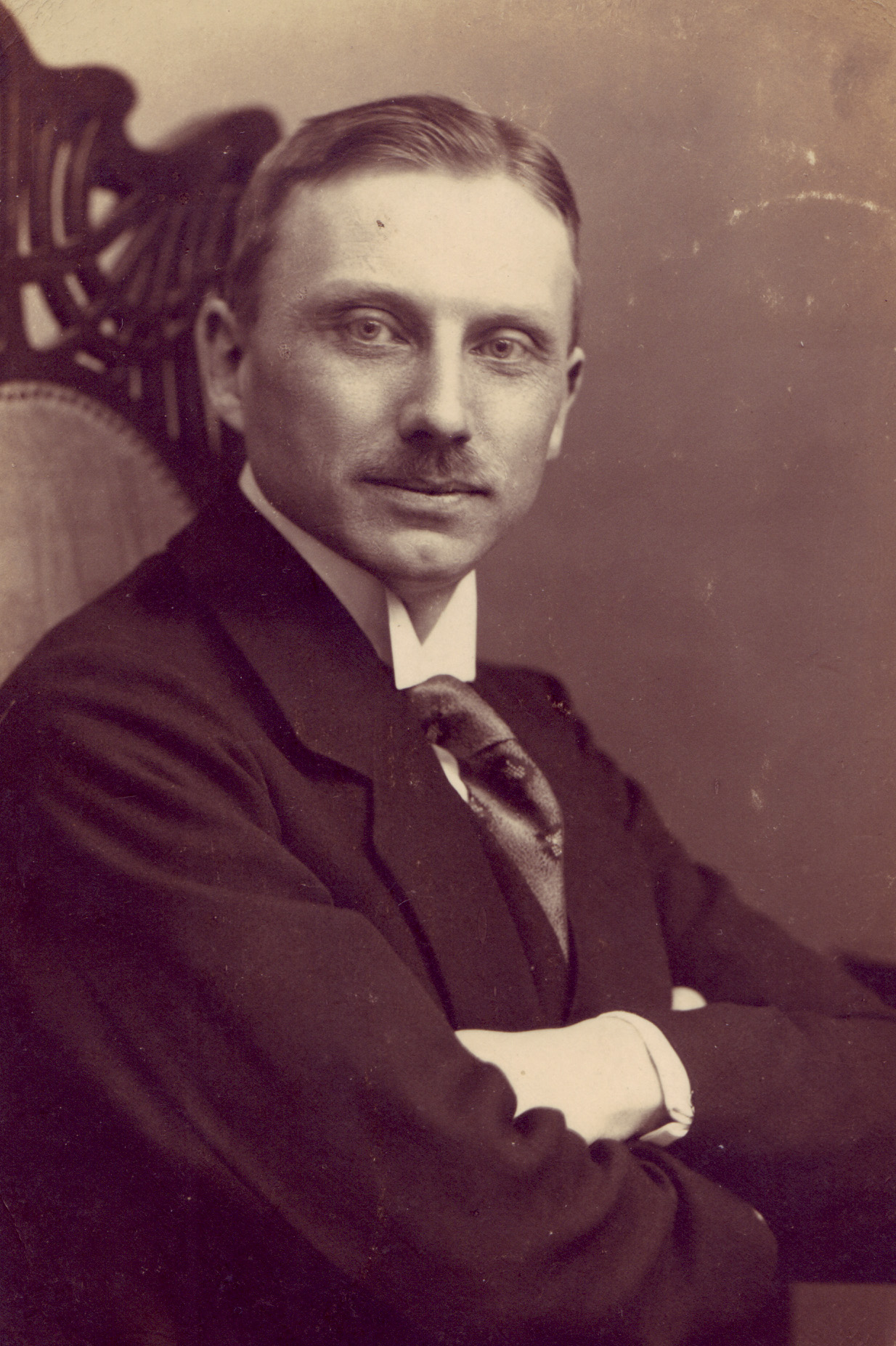
Christian Cornelius Jensen (1919)

Christian Cornelius Jensen (* 20. Juli 1883 in Archsum; † 18. September 1940 in Berlin) war ein deutscher klassischer Philologe und Papyrologe.

## Leben
Christian Jensen wurde 1883 auf Sylt als erster der drei Söhne des Heimatforschers und Lehrers Christian Jensen (1857–1936) und seiner Gattin Laura geb. Lorenzen geboren. Seine Brüder waren der Arzt Dietrich Andreas Jensen (1889–1974) und Karl Jensen (1890–?). Christian Jensen studierte nach der Reifeprüfung (1902) Klassische Philologie, zunächst in Marburg, ab 1904 in Kiel. Hier beeinflusste ihn der Professor Siegfried Sudhaus zur Beschäftigung mit den literarischen Papyri, die Jensen sein Leben lang verfolgt. 1906 wurde er mit der Dissertation Philodemi peri oikonomias qui dicitur libellus („Die Schrift über die Hausverwaltung von Philodemos“) promoviert. Kurz darauf legte er das Examen ab und arbeitete einige Jahre als Gymnasiallehrer in Kiel und Wandsbek. 1910 erreichte er in Marburg seine Habilitation mit der Arbeit De Menandri codice Cairensi („Über die Kairoer Menander-Handschrift“), die auch in der Zeitschrift Rheinisches Museum für Philologie erschien (Band 65, 1910).
Nach der Habilitation schritt seine akademische Karriere rasch voran. 1912 wurde er als außerordentlicher Professor nach Königsberg berufen (Nachfolger Hermann Mutschmann), 1913 als ordentlicher Professor nach Jena (Nachfolger Friedrich Zucker). 1917 kehrte er als Ordinarius nach Königsberg zurück (Vorgänger Richard Wünsch), 1921 wechselte er nach Kiel (Vorgänger Werner Jaeger, Nachfolger Ernst Bickel), 1926 nach Bonn (Vorgänger Anton Elter, Nachfolger Hans Herter) und 1938 nach Berlin (Vorgänger Werner Jaeger). Hier starb er am 18. September 1940 im Alter von 57 Jahren. Rufe an die Universitäten zu Greifswald (1916), Hamburg (1919) und Wien (1932) lehnte er ab.
Als einer der führenden Papyrologen seiner Zeit beschäftigte sich Jensen intensiv mit der Auswertung literarischer Papyrusfunde. Er war einer der besten Kenner des Philodemos von Gadara, zu dem er außer seiner Doktordissertation eine kommentierte Ausgabe des 5. Buches Über die Gedichte herausgab (1923). Er betrieb auch umfassende Quellen- und Wirkungsstudien zu Philodemos. Er war korrespondierendes Mitglied der Göttinger Gesellschaft der Wissenschaften und seit dem 29. April 1939 ordentliches Mitglied der Preußischen Akademie der Wissenschaften.

## Schriften (Auswahl)
- Philodemi Peri oikonomias qui dicitur libellus. Teubner, Leipzig 1906 (Kiel, Univ., Phil. Diss., 1906) (Digitalisat).

- De Menandri codice Cairensi lectiones novae et coniectanea. Georgi (Marburg, Univ., Habil.-Schr., 1910). In: Rheinisches Museum für Philologie. Neue Folge, Band 65 (1910), S. 539–577.
- Hyperidis Orationes sex cum ceterarum fragmentis / post Fridericum Blass papyris denuo collatis edidit Christianus Jensen, 1917.
- Neoptolemos und Horaz. Verlag der Akademie der Wissenschaften, Berlin 1919 (Abhandlungen der Preussischen Akademie der Wissenschaften: Philosophisch-historische Klasse; 1918, Nr. 14).
- Hrsg.: Philodemos über die Gedichte: fünftes Buch. Weidmann, Berlin 1923.
- Reliquiae in papyris et membranis servatae. Weidmann, Berlin 1929 (Bibliothecae Graecae et Latinae Auctarium Weidmannianum; 1).
- Ein neuer Brief Epikurs. Weidmann, Berlin 1933 (Abhandlungen der Gesellschaft der Wissenschaften zu Göttingen, Philologisch-Historische Klasse; Folge 3, Nr. 5).